# Мухарка чорна

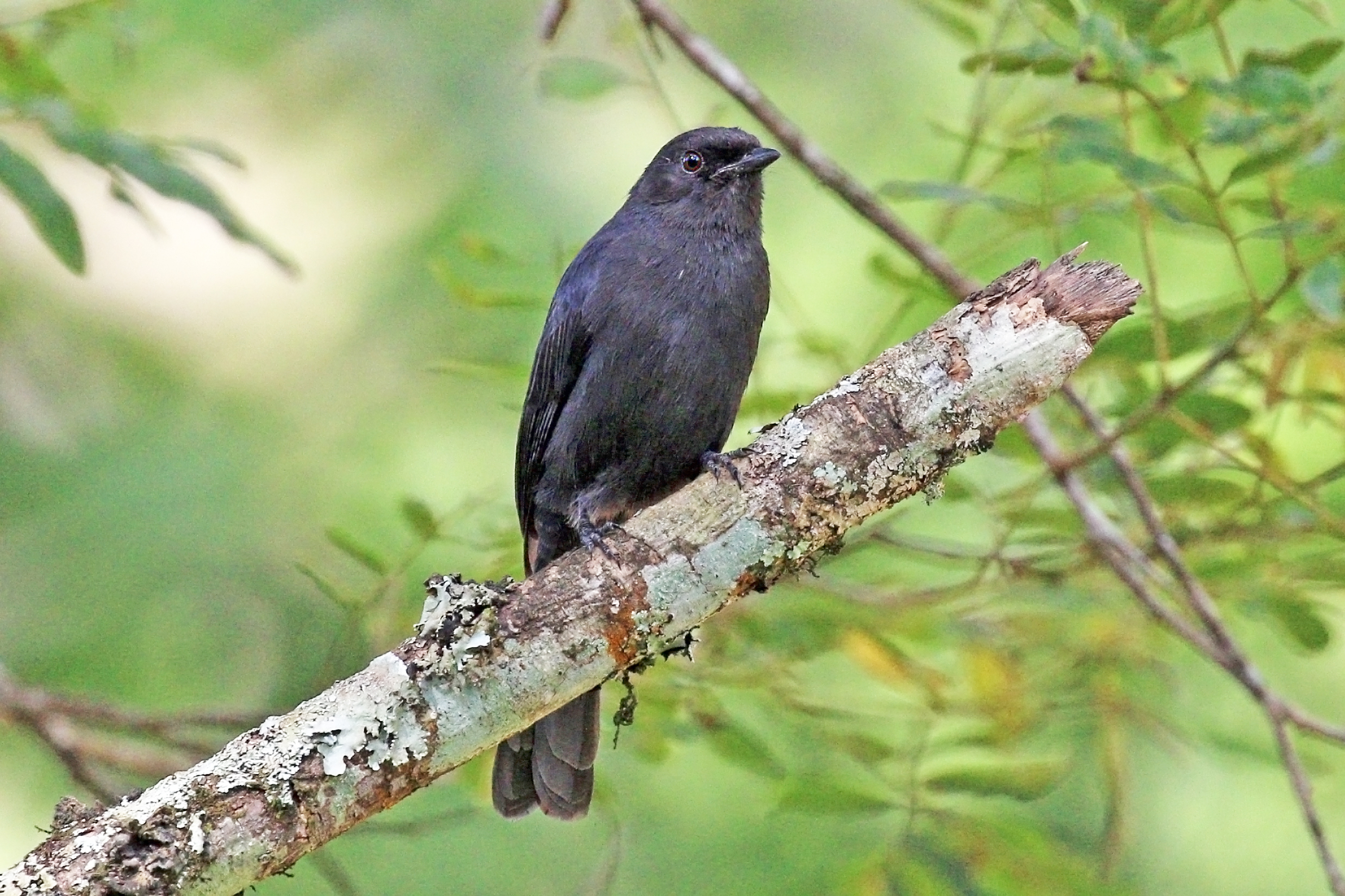
Чорна мухарка (підвид M. e. lugubris, ліс Какамега, Кенія)

Мухарка чорна (Melaenornis edolioides) — вид горобцеподібних птахів родини мухоловкових (Muscicapidae). Мешкає на півночі Субсахарської Африки.

## Опис
Довжина птаха становить 20 см. Дорослі птахи мають повністю чорне забарвлення, молоді птахи бурі.

## Підвиди
Виділяють три підвиди:
- M. e. edolioides (Swainson, 1837) — від південної Мавританії і Сенегалу до західного Камеруну;
- M. e. lugubris (Müller, JW, 1851) — від східного Камеруну до Еритреї і північної Танзанії;
- M. e. schistaceus Sharpe, 1895 — північна і східна Ефіопія, північна Кенія.

## Поширення і екологія
Чорні мухарки поширені від південної Мавританії і Сенегалу на заході до Еритреї і центральної Ефіопії на сході. Вони живуть у сухих і вологих тропічних лісах, чагарникових заростях, на полях і плантаціях, у парках і садах на висоті до 1800 м над рівнем моря.